# Gran Premio de Gran Bretaña
Gran Premio de Gran Bretaña (en inglés: British Grand Prix) es una carrera de automovilismo para monoplazas que tiene lugar en el Reino Unido desde el año 1926. Junto con el Gran Premio de Italia, ha sido válida para el Campeonato Mundial de Fórmula 1 en todas las temporadas a partir de su creación en 1950. Actualmente se disputa en el Circuito de Silverstone, cerca del pueblo de Silverstone, en Northamptonshire, Inglaterra. Se suele disputar a principios de julio, luego del Gran Premio de Francia (mientras este se disputaba) y antes del Gran Premio de Alemania. La Fórmula 3000 Internacional fue soporte desde 1999 hasta 2004, y la GP2/F2 lo ha sido desde 2005.
El primer Gran Premio de Gran Bretaña se disputó en 1926 en Brooklands y fue organizado por Henry Segrave, luego de su participación en el Gran Premio de Francia en 1923 y en el Gran Premio de España el año siguiente. Fue ganado por el equipo francés formado por Louis Wagner y Robert Sénéchal conduciendo un Delage 155B.
Durante los años 30 se disputó el Gran Premio de Donington como principal competencia británica. El GP de Gran Bretaña volvería recién en 1948.
Silverstone ha albergado el Gran Premio de Gran Bretaña con mucha frecuencia desde la creación de la Fórmula 1 en 1950 y de forma continua desde 1987. El circuito de Silverstone se alternó con el de Brands Hatch entre 1964 y 1986 y con el circuito de Aintree entre 1955 y 1962.
En 2003 hubo dudas sobre la inclusión del Gran Premio de Gran Bretaña en el calendario de Fórmula 1 debido a desacuerdos el financiamiento de las remodelaciones del circuito, sin embargo se llegó a un acuerdo que permitió mantener este Gran Premio en el calendario hasta 2009. A partir de 2010, el Gran Premio de Gran Bretaña iba a ser acogido por el circuito de Donington Park. Debido a problemas económicos del dueño de ese autódromo, el Gran Premio permanecerá en el Silverstone por 16 años más.
El piloto más ganador del Gran Premio es Lewis Hamilton con nueve victorias, seguido por Jim Clark y Alain Prost con cinco triunfos cada uno, Nigel Mansell logró cuatro, en tanto que Jack Brabham, Niki Lauda y Michael Schumacher obtuvieron tres conquistas cada uno.

## Ganadores

### Fórmula 1
Las ediciones que no forman parte del Campeonato Mundial de Fórmula 1 están señaladas con un fondo de color rosado.
| Año        | Piloto                       | Equipo/Motor        | Circuito       | Resultados     |
| ---------- | ---------------------------- | ------------------- | -------------- | -------------- |
| 1926       | Louis Wagner Robert Sénéchal | Delage              | Brooklands     | Resultados     |
| 1927       | Robert Benoist               | Delage              | Brooklands     | Resultados     |
| 1928- 1947 | No se disputó.               | No se disputó.      | No se disputó. | No se disputó. |
| 1948       | Luigi Villoresi              | Maserati            | Silverstone    | Resultados     |
| 1949       | Emmanuel de Graffenried      | Maserati            | Silverstone    | Resultados     |
| 1950       | Giuseppe Farina              | Alfa Romeo          | Silverstone    | Resultados     |
| 1951       | José Froilán González        | Ferrari             | Silverstone    | Resultados     |
| 1952       | Alberto Ascari               | Ferrari             | Silverstone    | Resultados     |
| 1953       | Alberto Ascari (2)           | Ferrari             | Silverstone    | Resultados     |
| 1954       | José Froilán González (2)    | Ferrari             | Silverstone    | Resultados     |
| 1955       | Stirling Moss                | Mercedes            | Aintree        | Resultados     |
| 1956       | Juan Manuel Fangio           | Ferrari             | Silverstone    | Resultados     |
| 1957       | Stirling Moss (2)            | Vanwall             | Aintree        | Resultados     |
| 1958       | Peter Collins                | Ferrari             | Silverstone    | Resultados     |
| 1959       | Jack Brabham                 | Cooper-Climax       | Aintree        | Resultados     |
| 1960       | Jack Brabham (2)             | Cooper-Climax       | Silverstone    | Resultados     |
| 1961       | Wolfgang von Trips           | Ferrari             | Aintree        | Resultados     |
| 1962       | Jim Clark                    | Lotus-Climax        | Aintree        | Resultados     |
| 1963       | Jim Clark (2)                | Lotus-Climax        | Silverstone    | Resultados     |
| 1964       | Jim Clark (3)                | Lotus-Climax        | Brands Hatch   | Resultados     |
| 1965       | Jim Clark (4)                | Lotus-Climax        | Silverstone    | Resultados     |
| 1966       | Jack Brabham (3)             | Brabham             | Brands Hatch   | Resultados     |
| 1967       | Jim Clark (5)                | Lotus-Ford          | Silverstone    | Resultados     |
| 1968       | Jo Siffert                   | Lotus-Ford          | Brands Hatch   | Resultados     |
| 1969       | Jackie Stewart               | Matra-Ford          | Silverstone    | Resultados     |
| 1970       | Jochen Rindt                 | Lotus-Ford          | Brands Hatch   | Resultados     |
| 1971       | Jackie Stewart (2)           | Tyrrell-Ford        | Silverstone    | Resultados     |
| 1972       | Emerson Fittipaldi           | Lotus-Ford          | Brands Hatch   | Resultados     |
| 1973       | Peter Revson                 | McLaren-Ford        | Silverstone    | Resultados     |
| 1974       | Jody Scheckter               | Tyrrell-Ford        | Brands Hatch   | Resultados     |
| 1975       | Emerson Fittipaldi (2)       | McLaren-Ford        | Silverstone    | Resultados     |
| 1976       | Niki Lauda                   | Ferrari             | Brands Hatch   | Resultados     |
| 1977       | James Hunt                   | McLaren-Ford        | Silverstone    | Resultados     |
| 1978       | Carlos Reutemann             | Ferrari             | Brands Hatch   | Resultados     |
| 1979       | Clay Regazzoni               | Williams-Ford       | Silverstone    | Resultados     |
| 1980       | Alan Jones                   | Williams-Ford       | Brands Hatch   | Resultados     |
| 1981       | John Watson                  | McLaren-Ford        | Silverstone    | Resultados     |
| 1982       | Niki Lauda (2)               | McLaren-Ford        | Brands Hatch   | Resultados     |
| 1983       | Alain Prost                  | Renault             | Silverstone    | Resultados     |
| 1984       | Niki Lauda (3)               | McLaren-TAG         | Brands Hatch   | Resultados     |
| 1985       | Alain Prost (2)              | McLaren-TAG         | Silverstone    | Resultados     |
| 1986       | Nigel Mansell                | Williams-Honda      | Brands Hatch   | Resultados     |
| 1987       | Nigel Mansell (2)            | Williams-Honda      | Silverstone    | Resultados     |
| 1988       | Ayrton Senna                 | McLaren-Honda       | Silverstone    | Resultados     |
| 1989       | Alain Prost (3)              | McLaren-Honda       | Silverstone    | Resultados     |
| 1990       | Alain Prost (4)              | Ferrari             | Silverstone    | Resultados     |
| 1991       | Nigel Mansell (3)            | Williams-Renault    | Silverstone    | Resultados     |
| 1992       | Nigel Mansell (4)            | Williams-Renault    | Silverstone    | Resultados     |
| 1993       | Alain Prost (5)              | Williams-Renault    | Silverstone    | Resultados     |
| 1994       | Damon Hill                   | Williams-Renault    | Silverstone    | Resultados     |
| 1995       | Johnny Herbert               | Benetton-Renault    | Silverstone    | Resultados     |
| 1996       | Jacques Villeneuve           | Williams-Renault    | Silverstone    | Resultados     |
| 1997       | Jacques Villeneuve (2)       | Williams-Renault    | Silverstone    | Resultados     |
| 1998       | Michael Schumacher           | Ferrari             | Silverstone    | Resultados     |
| 1999       | David Coulthard              | McLaren-Mercedes    | Silverstone    | Resultados     |
| 2000       | David Coulthard (2)          | McLaren-Mercedes    | Silverstone    | Resultados     |
| 2001       | Mika Häkkinen                | McLaren-Mercedes    | Silverstone    | Resultados     |
| 2002       | Michael Schumacher (2)       | Ferrari             | Silverstone    | Resultados     |
| 2003       | Rubens Barrichello           | Ferrari             | Silverstone    | Resultados     |
| 2004       | Michael Schumacher (3)       | Ferrari             | Silverstone    | Resultados     |
| 2005       | Juan Pablo Montoya           | McLaren-Mercedes    | Silverstone    | Resultados     |
| 2006       | Fernando Alonso              | Renault             | Silverstone    | Resultados     |
| 2007       | Kimi Räikkönen               | Ferrari             | Silverstone    | Resultados     |
| 2008       | Lewis Hamilton               | McLaren-Mercedes    | Silverstone    | Resultados     |
| 2009       | Sebastian Vettel             | Red Bull-Renault    | Silverstone    | Resultados     |
| 2010       | Mark Webber                  | Red Bull-Renault    | Silverstone    | Resultados     |
| 2011       | Fernando Alonso (2)          | Ferrari             | Silverstone    | Resultados     |
| 2012       | Mark Webber (2)              | Red Bull-Renault    | Silverstone    | Resultados     |
| 2013       | Nico Rosberg                 | Mercedes            | Silverstone    | Resultados     |
| 2014       | Lewis Hamilton (2)           | Mercedes            | Silverstone    | Resultados     |
| 2015       | Lewis Hamilton (3)           | Mercedes            | Silverstone    | Resultados     |
| 2016       | Lewis Hamilton (4)           | Mercedes            | Silverstone    | Resultados     |
| 2017       | Lewis Hamilton (5)           | Mercedes            | Silverstone    | Resultados     |
| 2018       | Sebastian Vettel (2)         | Ferrari             | Silverstone    | Resultados     |
| 2019       | Lewis Hamilton (6)           | Mercedes            | Silverstone    | Resultados     |
| 2020       | Lewis Hamilton (7)           | Mercedes            | Silverstone    | Resultados     |
| 2021       | Lewis Hamilton (8)           | Mercedes            | Silverstone    | Resultados     |
| 2022       | Carlos Sainz Jr.             | Ferrari             | Silverstone    | Resultados     |
| 2023       | Max Verstappen               | Red Bull-Honda RBPT | Silverstone    | Resultados     |
| 2024       | Lewis Hamilton (9)           | Mercedes            | Silverstone    | Resultados     |
| 2025       | Lando Norris                 | McLaren-Mercedes    | Silverstone    | Resultados     |

## Estadísticas

### Pilotos con más victorias
| Victorias | Piloto                | Años                                                 |
| --------- | --------------------- | ---------------------------------------------------- |
| 9         | Lewis Hamilton        | 2008, 2014, 2015, 2016, 2017, 2019, 2020, 2021, 2024 |
| 5         | Jim Clark             | 1962, 1963, 1964, 1965, 1967                         |
| 5         | Alain Prost           | 1983, 1985, 1989, 1990, 1993                         |
| 4         | Nigel Mansell         | 1986, 1987, 1991, 1992                               |
| 3         | Jack Brabham          | 1959, 1960, 1966                                     |
| 3         | Niki Lauda            | 1976, 1982, 1984                                     |
| 3         | Michael Schumacher    | 1998, 2002, 2004                                     |
| 2         | José Froilán González | 1951, 1954                                           |
| 2         | Alberto Ascari        | 1952, 1953                                           |
| 2         | Stirling Moss         | 1955, 1957                                           |
| 2         | Jackie Stewart        | 1969, 1971                                           |
| 2         | Emerson Fittipaldi    | 1972, 1975                                           |
| 2         | Jacques Villeneuve    | 1996, 1997                                           |
| 2         | David Coulthard       | 1999, 2000                                           |
| 2         | Fernando Alonso       | 2006, 2011                                           |
| 2         | Mark Webber           | 2010, 2012                                           |
| 2         | Sebastian Vettel      | 2009, 2018                                           |
| 1         | Giuseppe Farina       | 1950                                                 |
| 1         | Juan Manuel Fangio    | 1956                                                 |
| 1         | Peter Collins         | 1958                                                 |
| 1         | Wolfgang von Trips    | 1961                                                 |
| 1         | Jo Siffert            | 1968                                                 |
| 1         | Jochen Rindt          | 1970                                                 |
| 1         | Peter Revson          | 1973                                                 |
| 1         | Jody Scheckter        | 1974                                                 |
| 1         | James Hunt            | 1977                                                 |
| 1         | Carlos Reutemann      | 1978                                                 |
| 1         | Clay Regazzoni        | 1979                                                 |
| 1         | Alan Jones            | 1980                                                 |
| 1         | John Watson           | 1981                                                 |
| 1         | Ayrton Senna          | 1988                                                 |
| 1         | Damon Hill            | 1994                                                 |
| 1         | Johnny Herbert        | 1995                                                 |
| 1         | Mika Häkkinen         | 2001                                                 |
| 1         | Rubens Barrichello    | 2003                                                 |
| 1         | Juan Pablo Montoya    | 2005                                                 |
| 1         | Kimi Räikkönen        | 2007                                                 |
| 1         | Nico Rosberg          | 2013                                                 |
| 1         | Carlos Sainz Jr.      | 2022                                                 |
| 1         | Max Verstappen        | 2023                                                 |
| 1         | Lando Norris          | 2025                                                 |

### Constructores con más victorias
| Victorias | Constructor | Años |
| --------- | ----------- | --- |
| 18        | Ferrari     | 1951, 1952, 1953, 1954, 1956, 1958, 1961, 1976, 1978, 1990, 1998, 2002, 2003, 2004, 2007, 2011, 2018, 2022 |
| 15        | McLaren     | 1973, 1975, 1977, 1981, 1982, 1984, 1985, 1988, 1989, 1999, 2000, 2001, 2005, 2008, 2025                   |
| 10        | Williams    | 1979, 1980, 1986, 1987, 1991, 1992, 1993, 1994, 1996, 1997                                                 |
| 10        | Mercedes    | 1955, 2013, 2014, 2015, 2016, 2017, 2019, 2020, 2021, 2024                                                 |
| 8         | Lotus       | 1962, 1963, 1964, 1965, 1967, 1968, 1970, 1972                                                             |
| 4         | Red Bull    | 2009, 2010, 2012, 2023                                                                                     |
| 2         | Cooper      | 1959, 1960                                                                                                 |
| 2         | Tyrrell     | 1971, 1974                                                                                                 |
| 2         | Renault     | 1983, 2006                                                                                                 |
| 1         | Alfa Romeo  | 1950 |
| 1         | Vanwall     | 1957 |
| 1         | Brabham     | 1966 |
| 1         | Matra       | 1969 |
| 1         | Benetton    | 1995 |